# 勒马尼 (孚日省)
勒马尼（法語：Le Magny，法語發音：[lə maɲi] ⓘ）是法国大東部大區孚日省的一个旧市镇，属于埃皮纳勒区。2013年，勒马尼并入市镇丰特努瓦堡。

## 地理
勒马尼（47°58'0"N, 6°10'0"E）面积3.53 平方千米，位于法国大東部大區孚日省，该省份为法国东北部内陆省份，北起默兹省和默尔特-摩泽尔省，西接上马恩省，南至上索恩省和贝尔福地区省，东临上莱茵省和下莱茵省。
与勒马尼接壤的市镇（或旧市镇、城区）包括：蒙莫捷、丰特努瓦城。

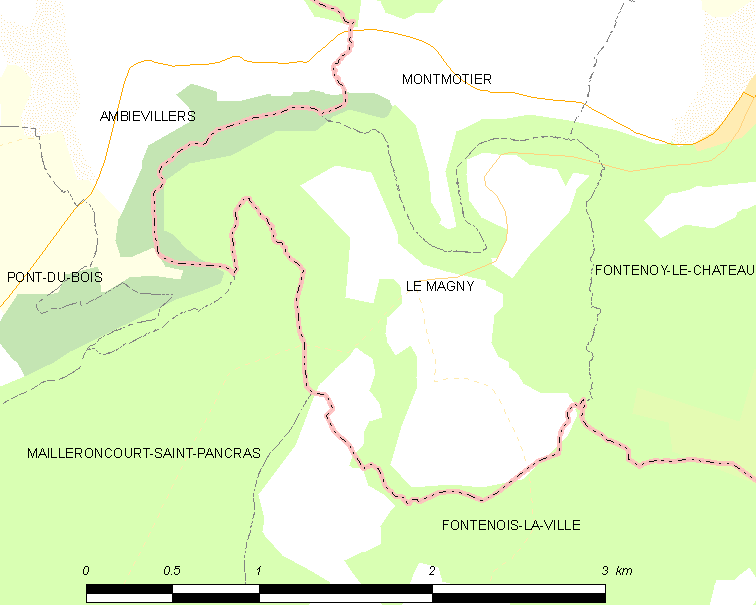
的OSM定位图

勒马尼的时区为UTC+01:00、UTC+02:00（夏令时）。

## 行政
勒马尼的邮政编码为88240，INSEE市镇编码为88282。

## 政治
勒马尼所属的省级选区为。

## 人口

1962-2008年间人口变化图示

勒马尼于2010年1月1日时的人口数量为40人。